# Société du Grütli

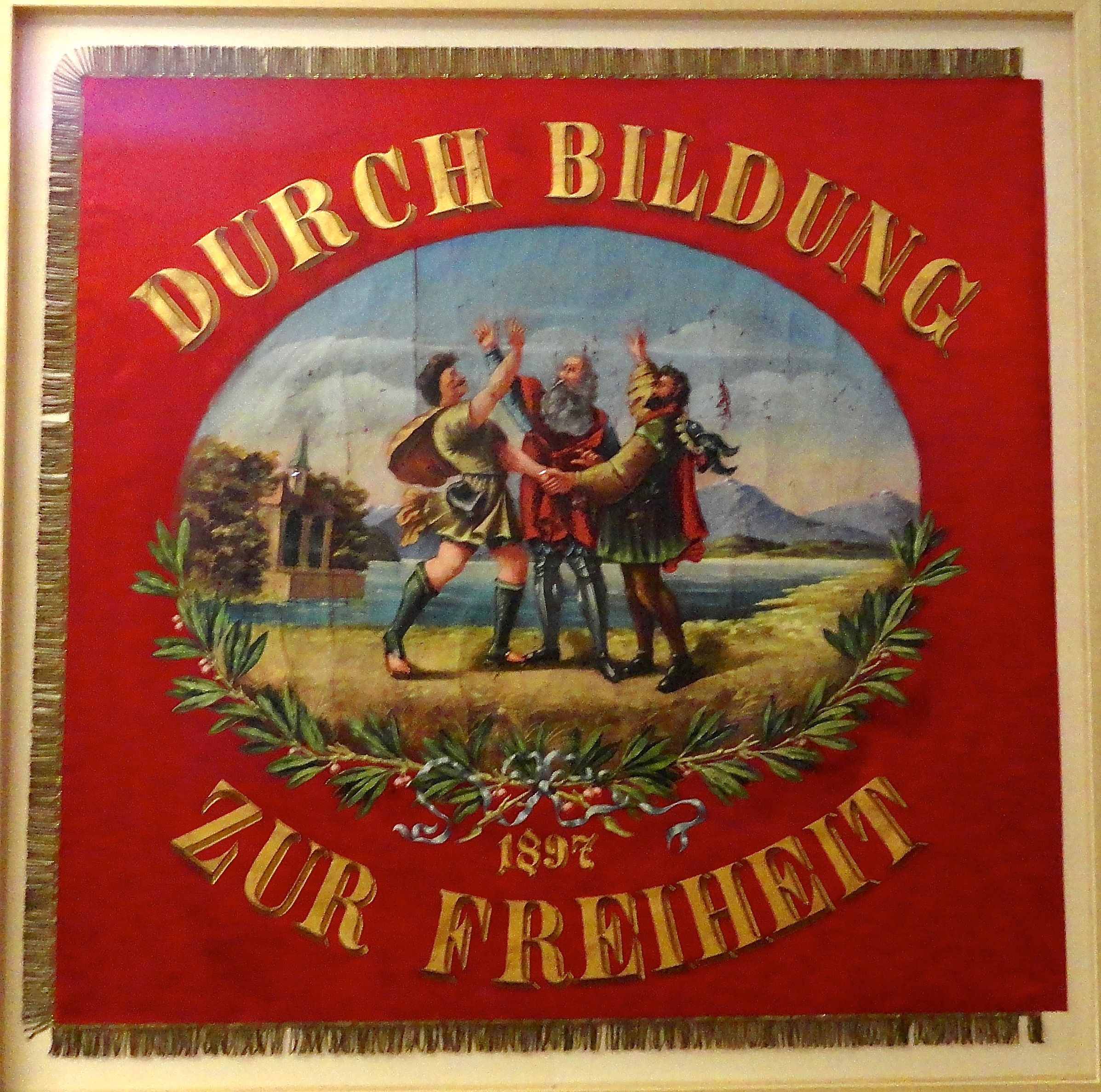
Drapeau de la Société du Grütli (musée rhétique de Coire)

La Société du Grütli est une association nationale politique suisse.

## Histoire
Elle regroupe à ses débuts des compagnons artisans et rallie ensuite de plus en plus d'ouvriers. C'est elle qui influence le mouvement ouvrier suisse du XIXe siècle grâce à son rôle d'unification au sein de la Suisse en ne faisant aucune distinction cantonale. 
Elle est fondée en 1838 à Genève et se présente alors comme un cercle politique. Son nom lui est donné par Johannes Niederer qui compare cette association à l'image de la Suisse née au Grütli. Son programme, instauré par Albert Galeer, est inspiré par l'association ouvrière allemande de Genève et est basée sur la devise « par l'instruction à la liberté ». 
Son organisation interne est démocratique et compense les frustrations des compagnons artisans qui n'avaient que très peu accès à la vie politique. Au cours des années elle reste particulièrement stable par comparaison avec d'autres organisations de la même époque, favorisant ainsi son essor au moment de la fondation de l'État fédéral de 1848 en réunissant un grand nombre de maîtres artisans, d'employés, de fonctionnaires, d'ouvriers et d'agriculteurs. En 1851, l'association compte 1 282 membres.
En 1844, le canton de Lucerne tente de l'interdire sur son sol, tout comme le canton de Berne en 1852. Par la suite, sa doctrine est remise en cause par l'association internationale des travailleurs, l'AIT socialiste. Grâce aux nombreux débats sur la question de l'entraide, une caisse maladie centrale fut créée en 1872. En constante concurrence avec l'AIT, la société du Grütli s'est vue sauvée grâce au mouvement démocratique. Cependant elle a encore du mal à définir son orientation politique, même après la révision de la Constitution fédérale en 1874 qui va dans le même sens que le mouvement démocratique, car ses membres sont de divers avis ; les conflits ne cessent d'augmenter, compromettant ainsi son équilibre intérieur. 
En 1878, la société accepte le programme du Parti socialiste suisse, tout en refusant de s'unir en un seul groupe avec la Fédération ouvrière suisse. Certaines sections n'étant pas du même avis politique se dispersent en partis et syndicats indépendants. Le comité central de la société essaye jusqu'en 1890 de prendre la direction du mouvement ouvrier. C'est durant ces années-là qu'elle connait son plus grand succès avec près de 16 400 membres à son actif. 
Alors que la fusion avec le Parti socialiste intervient en 1901, des différends sur la conservation d'une organisation indépendante forcent son départ du parti en 1916. En 1925, n'ayant plus que la moitié de ses adhérents, elle recommande à ses sections de rejoindre le Parti socialiste.